# Archidiecezja Amalfi-Cava de’ Tirreni
Archidiecezja Amalfi-Cava de’ Tirreni (łac. Archidioecesis Amalphitana-Cavensis) diecezja Kościoła rzymskokatolickiego we Włoszech, w metropolii Salerno-Campagna-Acerno, w regionie kościelnym Kampania.

## Historia
Diecezja Amalfi została erygowana w VI wieku, a w wieku X została podniesiona do rangi archidiecezji. Diecezje Scala, Minori, Lettere i Capri były wówczas sufraganami Amalfi. Diecezja na początku XX w. utraciła tytuł diecezji metropolitalnej. Diecezja Cava została założona w XIV w. i działała jako samodzielna diecezja do 1881 roku. Wtedy została połączona z diecezją Sarno. Od roku 1972 diecezją zarządzał biskup diecezji Amalfi, a w roku 1986 archidiecezja Amalfi oficjalnym dekretem papieskim została połączona z diecezją Cava. Obecnie, pod nazwą archidiecezja Amalfi-Cava de’ Tirreni wchodzi w skład metropolii Salerno-Campagna-Acerno.

## Główne świątynie diecezji
- Katedra św. Andrzeja w Amalfi (Duomo di Amalfi)

- Konkatedra Nawiedzenia Najświętszej Maryi Panny w Cava (Duomo di Cava de' Tirreni)

- Bazylika Matki Bożej Wniebowziętej i św. Pantaleona w Ravello

- Bazylika św. Trofimeny w Minori

- Bazylika Matki Bożej z Olmo w Cava de’ Tirreni

## Arcybiskupi
- Ferdinando Palatucci (1986–1990[a]
- Beniamino Depalma CM (1990–1999)
- Orazio Soricelli (od 2000)